# Siedenbrünzow
Siedenbrünzow est une commune d'Allemagne située dans le Mecklembourg-Poméranie-Occidentale (arrondissement du Plateau des lacs mecklembourgeois).

## Municipalité
La commune comprend les villages de Siedenbrünzow, Vanselow (connu pour son manoir de Vanselow), dans l'ancien domaine des Maltzahn, Eugenienberg, Leppin, Sanzkow, Zachariae.

## Géographie

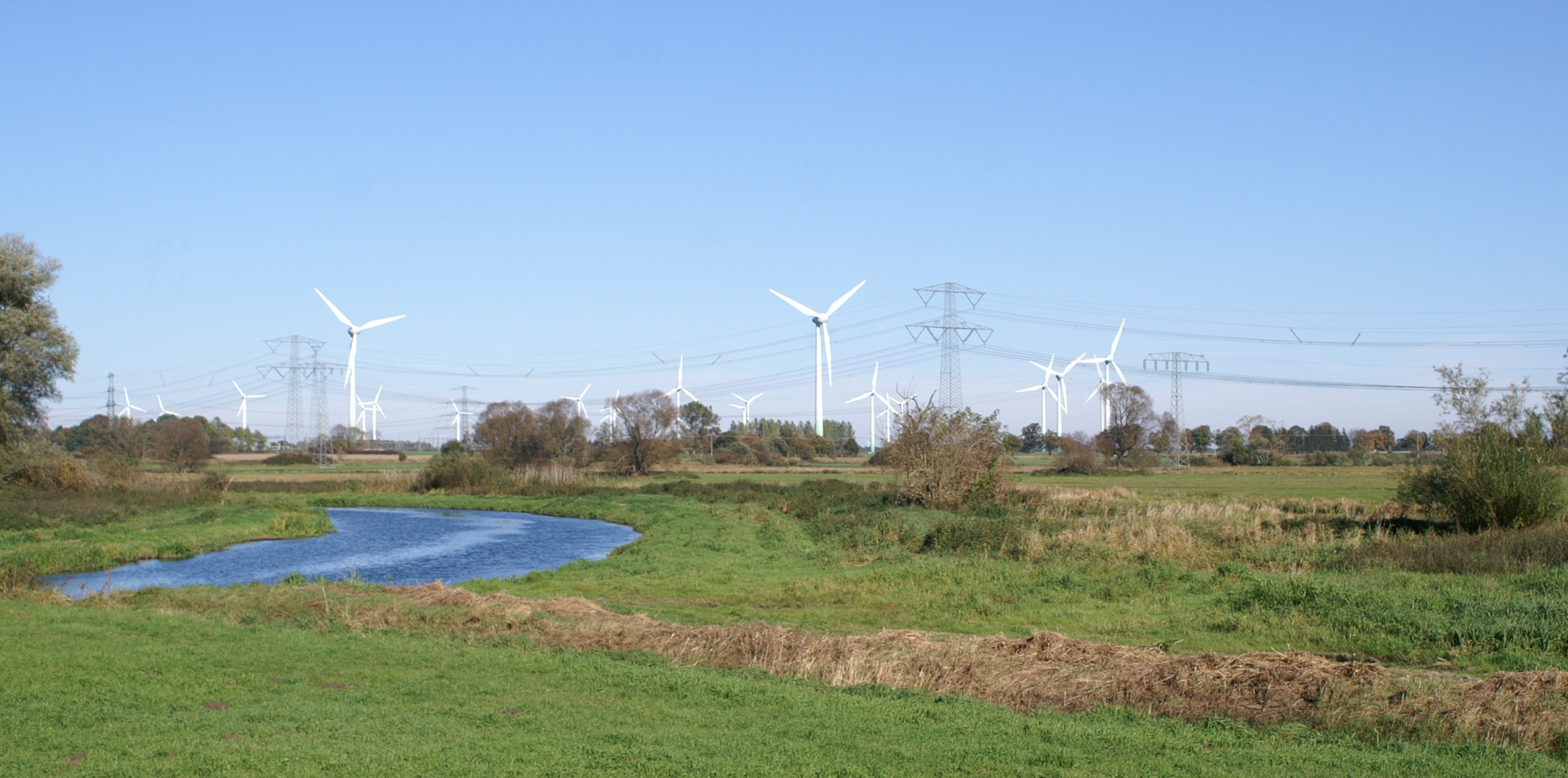
Les lignes à haute tension et les éoliennes des environs

## Histoire
Siedenbrünzow fut mentionnée pour la première fois dans un document officiel en 1278 sous le nom de Brünzow.

## Architecture
- Manoir de Vanselow, XIXe siècle, parc et allée de tilleuls
- Église de Vanselow, milieu du XIXe siècle, orgue Grüneberg de 1912
- Église de Siedenbrünzow, XIXe siècle, remplaçant une chapelle du XVIIe siècle, orgue Grüneberg de 1850
- Église de Sanzkow, fronton du XIIIe siècle, reconstruite au XVIIIe siècle

## Personnalités liées à la ville
- Hans Karl von Winterfeldt (1707-1757), général né au manoir de Vanselow.